# Hyaenodon
 (mars 2018).
Genre
Hyaenodon est un genre éteint de mammifères de l'ordre des créodontes, des mammifères carnivores apparentés à l'ordre des carnivores, et de la famille des hyaenodontidés. Il a vécu en Eurasie et en Amérique du Nord entre la fin de l'Éocène (- 41 Ma), et l'aube du Miocène (- 21 Ma).

## Description
Hyænodon (« dent de hyène ») dont la taille, selon les espèces, variait de 30 centimètres à 1,4 mètre de haut pour un poids maximal de 500 kg, pouvait ressembler à une hyène actuelle mais sa morphologie était en fait très différente. Il ressemblait beaucoup plus à un félidé qu'à un canidé. Son corps, long et robuste, se terminait par une longue queue. Il possédait cinq orteils à chaque pied et chaque orteil était armé d'une griffe tranchante. Le cou était plus court que le crâne, long et très massif. Celui-ci se terminait par un museau étroit, beaucoup plus grand que ceux des carnivores actuels. 
Le crâne de Hyænodon renfermait un cerveau plutôt petit pour sa taille (néocortex de taille réduite) mais sa structure démontre qu'il était doté d'importants muscles maxillaires et d'un sens de l'odorat particulièrement aigu. La tête était si grosse et dentée qu'elle fait de cet animal un redoutable prédateur : ses huit dents pointues, acérées, étaient alignées de chaque côté de la mâchoire et conservaient leur arête tranchante. Les mâchoires, longues et étroites, étaient puissantes et servaient à mordre, à briser le cou de ses proies, à broyer et à écraser. La morphologie des molaires était différente de celle des Carnivores de l'époque actuelle.

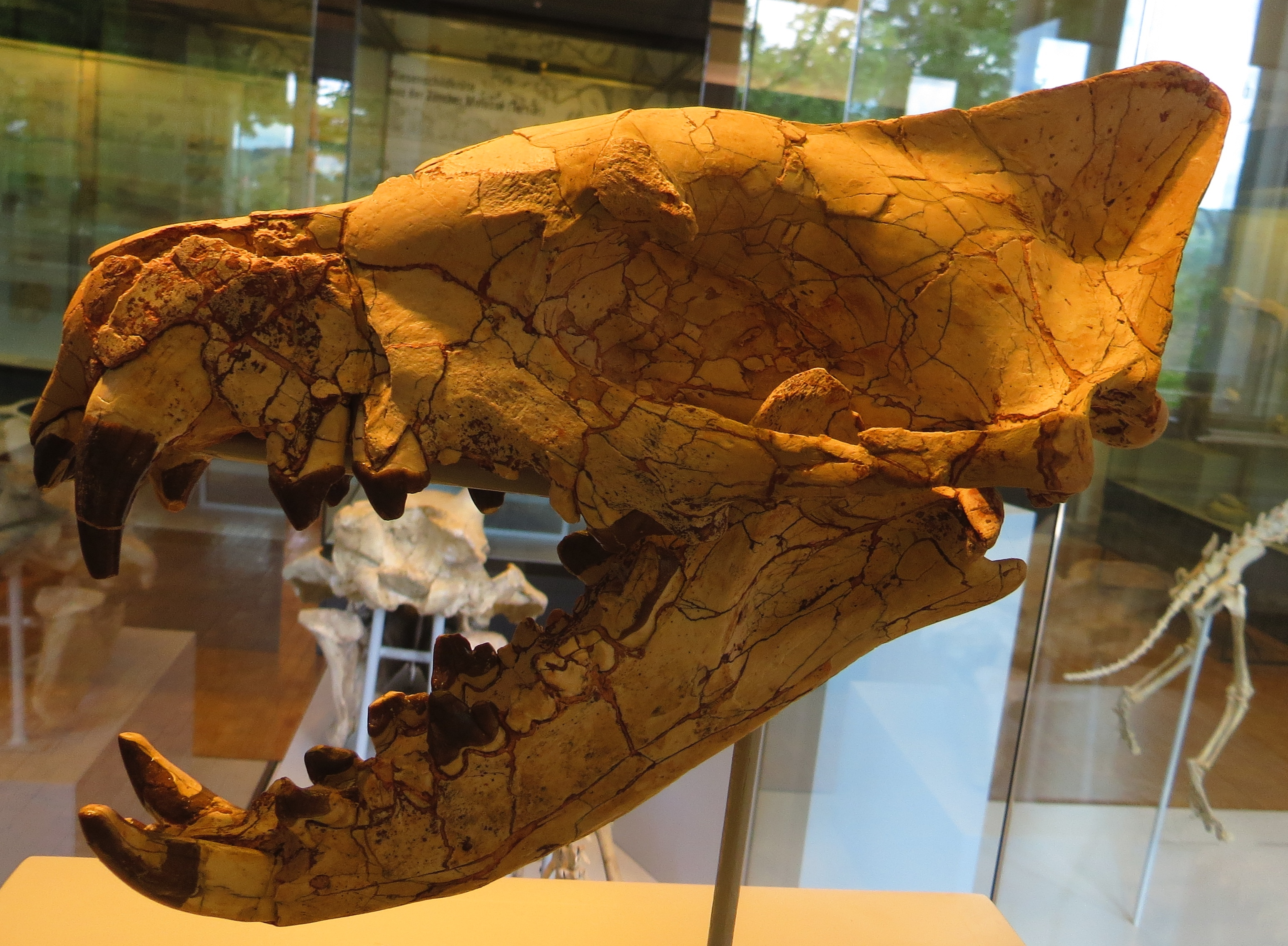
Crâne et mâchoire Hyaenodon horridus Musée paléontologique de Zurich.
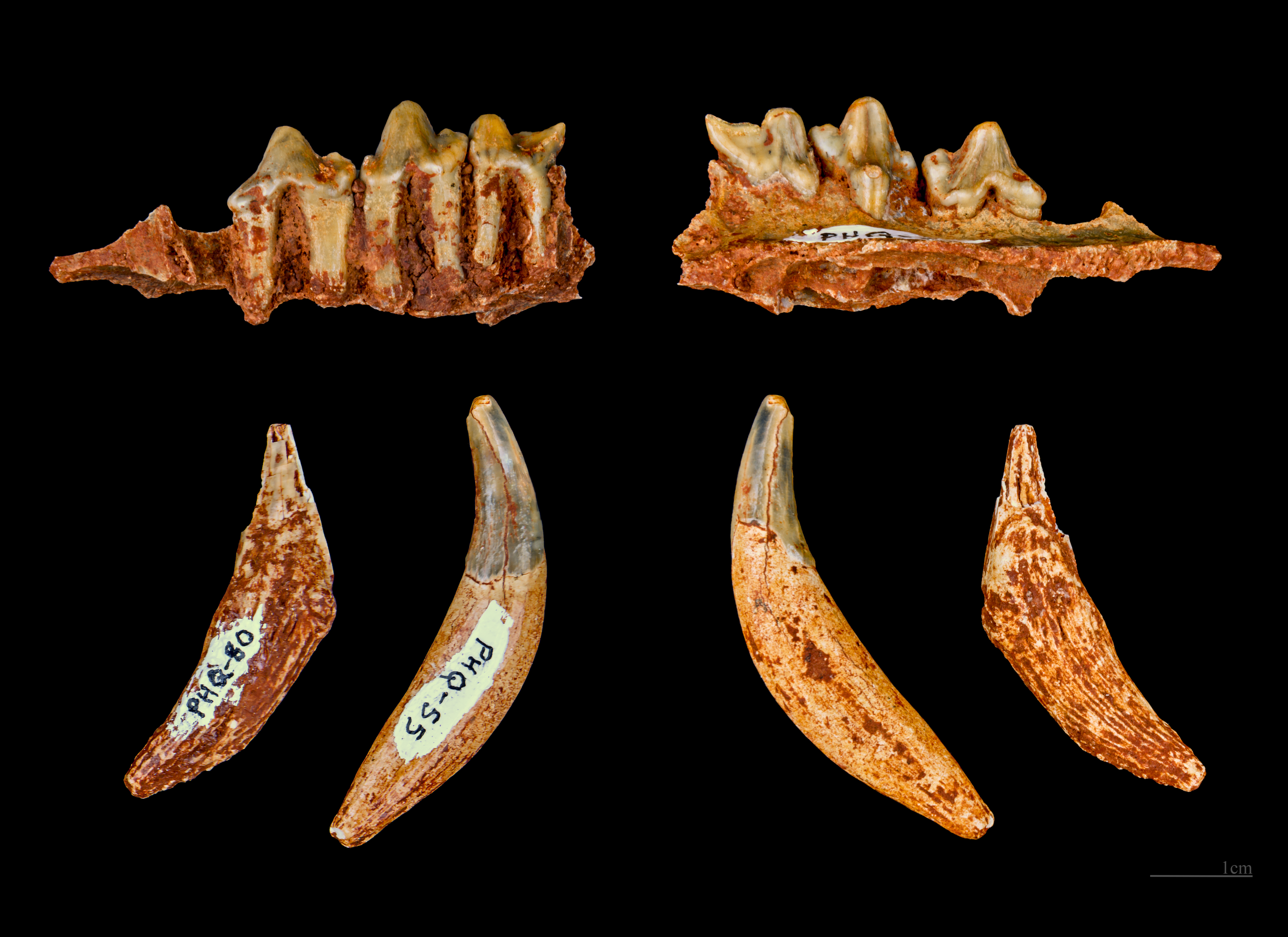
Dents de Hyaenodon filholi Muséum de Toulouse.

La vitesse de pointe de Hyænodon est estimée à environ 55 km/h. L'un de ses rivaux était l'entélodonte. Hyænodon a régné sur les terres d'Amérique du Nord durant vingt millions d'années, quand les autres espèces perduraient environ cinq millions d'années.

## Répartition
Les fossiles, assez communs, ont été trouvés en Asie, en Amérique du Nord, en Europe et en Afrique. Le site de Hsanda Gal, en Mongolie, est l'endroit où il y a eu le plus de découvertes.

## Habitudes de vie
Hyænodon, surtout les petites espèces, pouvait être grégaire et chasser en groupe, mais un néocortex si petit, moins apte qu'un gros à la communication et à la coordination, indiquerait une propension à chasser davantage en solitaire qu'en groupe. Hyænodon pouvait s'attaquer aux chevaux comme aux chameaux. À plusieurs, ils pouvaient s'attaquer aux jeunes indricothères. Il est par ailleurs quasi certain qu'il y ait eu des espèces de Hyænodon fouisseuses. 
Les espèces plus grandes, telle Hyænodon gigas, étaient plus solitaires et ne se fréquentaient qu'à la saison des amours. L'usure des dents fossiles démontre, selon plusieurs paléontologues, qu'il grinçait des dents, peut-être pour effrayer ses rivaux ou conquérir une femelle. Hyænodon était digitigrade, aidé par une forte musculature, ce qui lui permettait de courir très vite. Les proies les plus convoitées devaient être des herbivores de la famille des rhinocéros ou des chevaux tels que les chalicothères. Il chassait peut-être des entélodontes juvéniles, mais pas les individus adultes qui, au contraire, représentaient des prédateurs ennemis. 
Selon des restes fossilisés trouvés aux États-Unis, certains d'entre eux possédaient de curieuses habitudes alimentaires. En effet, ils couvraient leurs proies de leurs excréments, ce qui permettait de masquer leur odeur et d'écarter d'éventuels chapardeurs. Certains ours d'aujourd'hui ont également cette habitude.
Hyænodon a évolué parallèlement à l'ordre des carnivores mais ceux-ci, plus intelligents et plus spécialisés, ont fini par les supplanter. On sait d'ailleurs qu'à la fin de l'Éocène, la biodiversité s'est réduite au fur et à mesure que le climat se refroidissait.

## Systématique
Le genre Hyaenodon a été décrit par les paléontologues Laizer et Parieu en 1838. L’espèce-type pour le genre est Hyaenodon leptorhynchus.

### Synonymie
- Taxotherium Blainville 1841,
- Pseudopterodon Schlosser 1887,
- Neohyaenodon Thorpe 1922,
- Protohyaenodon Stock 1933

### Taxinomie
Liste des espèces
- Hyaenodon bavaricus
- Hyaenodon brevirostris
- Hyaenodon chunktensis (Dashzevg, 1985)
- Hyaenodon crucians (Leidy, 1853)
- Hyaenodon exicuus (Gervais, 1872)
- Hyaenodon eminus (Mathew et Granger, 1924)
- Hyaenodon filholi Schlosser 1877 - dédié à Henri Filhol
- Hyaenodon gigas (Dashzevg, 1985) - les plus gros pouvaient peser 500 kilogrammes
- Hyaenodon incertus
- Hyaenodon leptorhynchus espèce-type pour le genre
- Hyaenodon megaloides
- Hyaenodon microdon
- Hyaenodon milloquensis
- Hyaenodon mongoliensi (Dashzevg, 1964)
- Hyaenodon montanus
- Hyaenodon mustelinus (Scott, 1875) - l'un des plus petits
- Hyaenodon nouleti (Depéret, 1917) dédié à Jean-Baptiste Noulet
- Hyaenodon pervacus (Mathew et Granger, 1924)
- Hyaenodon rainergi
- Hyaenodon venturae
- Hyaenodon vetus
- Hyaenodon weilini
- Hyaenodon yuanchensis (Young, 1937)